# Carice van Houtenová

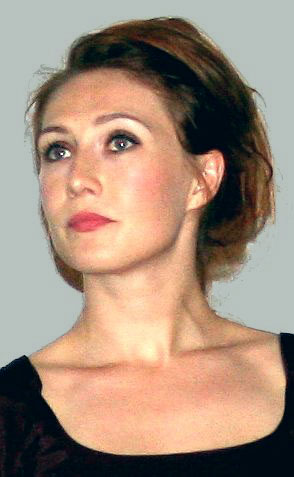
Carice na premiéře filmu Dorothy

Carice van Houtenová (nepřechýleně Houten; * 5. září 1976, Leiderdorp) je nizozemská herečka a zpěvačka. Nejvíce se proslavila rolí v seriálu od HBO Hra o trůny (Game of Thrones). Zde ztvární postavu Rudé kněžky Melisandry z Ašaje. Mimo tento seriál ale hrála i ve filmech Valkýra nebo Černá kniha.
Jako zpěvačka se věnuje pop-rockové hudbě a v roce 2012 nazpívala album s názvem See You on the Ice. Herečka Jelka van Houten je její mladší sestra.

## Osobní život
Van Houtenová se narodila 5. září 1976 v Leiderdorp v Jižním Holandsku. Její matka je Margje Stasse a otec je Theodore van Houten, spisovatel a hlasatel. Má mladší sestru, Jelku van Houtenovou, která je také herečka. Její babička z otcovy strany byla ze Skotska. Van Houtenová studovala na St. Bonifatius college v Utrechtu. Krátce studovala na Akademii dramatických umění, zde ale byla jen jeden rok a pak přešla na akademii umění v Amsterdamu.
Je blízkou přítelkyní populární nizozemské herečky Haliny Reijn. Znají se spolu již od roku 1994 a od té doby se spolu ukazují na veřejnosti. Spolu hrály i v několika filmech, konkrétně v snímcích Valkýra a Černá kniha. V roce 2013 společně vydaly knihu Anti Glamour. Ačkoliv se již několikrát políbily před kamerou, van Houtenová prohlásila, že se nejedná o skutečný vztah.
Od roku 2005 chodila se Sebastianem Kochem, tento vztah ale v březnu roku 2010 ukončila. O tři roky později chodila s Keesem van Nieuwkerkem, jejich vztah ale skončil v roce 2015. Od roku 2015 je jejím partnerem herec Guy Pearce. V srpnu 2016 se páru narodil syn Monte Pearce.
Již několikrát dostala nabídku na bydlení v Hollywoodu, tu ale odmítla s tvrzením, že je šťastná tam, kde je, a nehodlá se stěhovat.

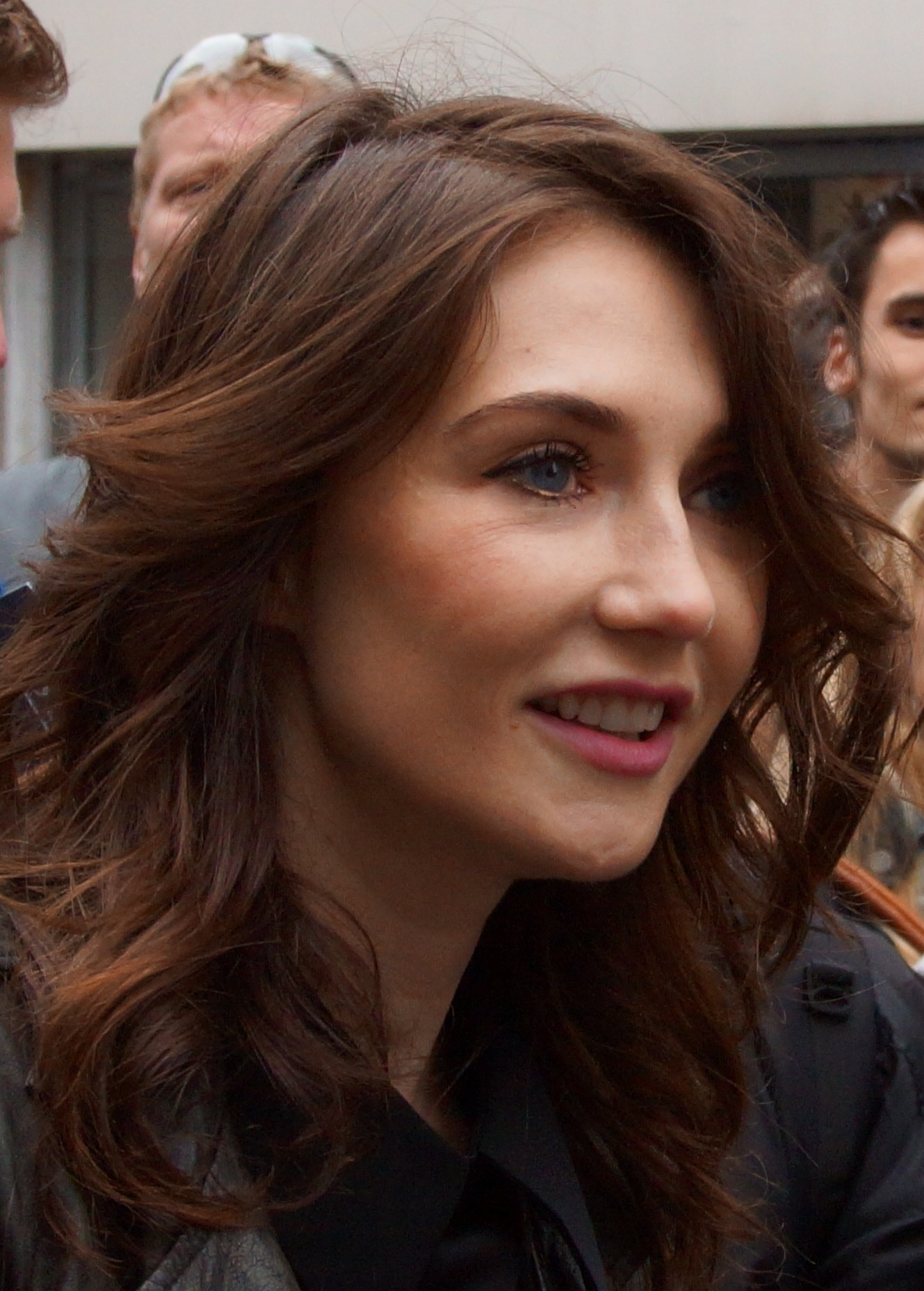
Carice v roce 2013

## Herecká kariéra
Její první zkušenost s filmem přišla v roce 1998 a jednalo se o nizozemský TV film Ivoren wachters, jednalo se ale pouze o krátkou scénku. Větší zkušenost získala v následujícím roce ve filmu Suzzy Q., za který získala ocenění Golden Calf. Další ocenění Golden Calf získala v roce 2006 za hlavní roli ve filmu Černá kniha. Sám režisér filmu, Paul Verhoeven tvrdí, že ještě nikdy nepracoval s tak talentovanou osobou. Novinář Dick Schumer uvedl ve své recenzi filmu, že Carice van Houtenová je „nejen krásnější, ale také lepší herečka než Scarlett Johansson“. V té době již van Houtenová hrála i v divadle.
V prosinci 2006 si van Houtenová vzala od natáčení i hraní pauzu a podle divadelního mluvčího to bylo z důvodu pracovního vytížení. První anglicky mluvený film, ve kterém van Houtenová hrála, byl snímek francouzského režiséra Agnèse Merleta s názvem Dorothy. V lednu 2008 byla Carice jmenována ženou roku v New York Magazine. Objevila se i v časopise Vanity Fair v březnu 2008.
V červenci 2011 byla obsazena jako kněžka Melisandra z Ašaje ve druhé sérii seriálu HBO Hra o trůny, který je natáčen na motivy série knih od spisovatele George R. R. Martina.
V květnu 2015 dabovala v angličtině postavu Anniky Van Houtenové v seriálu Simpsonovi.

## Výběr z filmografie

### Film
| Rok  | Název                     | Role                                | Poznámky |
| ---- | ------------------------- | ----------------------------------- | -------- |
| 2001 | Minoes                    | Slečna Minoesová                    |          |
| 2005 | Taková nenormální rodinka | Lis                                 |          |
| 2005 | Lepel                     | Slečna Broerová                     |          |
| 2006 | Černá kniha               | Rachel Stein aka Ellis De Vries     |          |
| 2007 | Alles is liefde           | Kiki Jollema                        |          |
| 2008 | Valkýra                   | Nina Schenk von Stauffenberg Gräfin |          |
| 2008 | Dorothy Mills             | Jane Van Dopp                       |          |
| 2009 | Třetí poločas             | Carmen                              |          |
| 2009 | Napříč časem              | Maria Oldknow                       |          |
| 2010 | Repo Men                  | Carol                               |          |
| 2010 | De Gelukkige huisvrouw    | Lea                                 |          |
| 2010 | Černá smrt                | Langiva                             |          |
| 2011 | Nezvaní hosté             | Susanna                             |          |
| 2012 | Jackie                    | Sophie                              |          |
| 2013 | WikiLeaks                 | Birgitta Jónsdóttir                 |          |
| 2016 | Brimstone                 | Anna                                |          |
| 2016 | Inkarnace                 | Lindsay Sparrow                     |          |
| 2016 | Barva vítězství           | Leni Riefenstahl                    |          |
| 2019 | Skleněný pokoj            | Hana                                |          |

### Televize
| Rok       | Název                            | Role                 | Poznámky                    |
| --------- | -------------------------------- | -------------------- | --------------------------- |
| 1997      | Het Labyrint                     | Mariek               |                             |
| 1999      | Suzy Q                           | Suzy                 | TV film                     |
| 2000      | Goede daden bij daglicht: Op weg | Carola               | TV film                     |
| 2001      | De acteurs                       | Ellie                |                             |
| 2002      | Luifel & Luifel                  | Roos                 | díl: De Krottenkoning       |
| 2004      | Russen                           | José Machielsen      | díl: De zevende getuige     |
| 2004      | Kopspijkers                      | Georgina Verbaan     | díl: Dance-4-Life           |
| 2006      | Koppensnellers                   | Georgina Verbaan     | díl: 1.16                   |
| 2009      | Gewoon Hans                      | ona sama             | TV film                     |
| 2010      | In therapie                      | Aya                  | 3 díly                      |
| 2011      | Země lidí                        | vypravěč             | dánský dabing               |
| 2012–2019 | Hra o trůny                      | Melisandra z Ašaje   | hlavní role; 29 dílů        |
| 2015      | Simpsonovi                       | Annika van Houtenová | dabing; díl: Letecký hrdina |